# A Sarah Jane kalandjai epizódjainak listája
A Sarah Jane kalandjai 2007-ben indult brit televíziós sci-fi sorozat, melyet Russell T Davies alkotott meg a Ki vagy, doki? spin-offjaként. 
2007-ben készült egy bevezető epizód, majd ugyanebben az évben elindult a sorozat. 5 évad készült el, összesen 55 epizóddal (beleértve a különkiadásokat is). Egy történet két, egyenként 20-25 perces részből tevődik össze. Az évadok 6 történetből, azaz 12 epizódból állnak. A sorozat a címszereplő Sarah Jane-t alakító Elisabeth Sladen halála miatt fejeződött be.
A sorozatot a BBC One és a CBBC sugározta. Magyarországon az első két évadot a Cartoon Network szinkronizáltatta, a harmadikat és a negyediket pedig a Magyar Televízió.

## Évados áttekintés
| Évad | Évad              | Részek száma      | Részek száma      | Eredeti sugárzás     | Eredeti sugárzás   |
| Évad | Évad              | Részek száma      | Részek száma      | Évadbemutató         | Évadzáró           |
| ---- | ----------------- | ----------------- | ----------------- | -------------------- | ------------------ |
|      | Újévi különkiadás | Újévi különkiadás | Újévi különkiadás | 2007. január 1.      | 2007. január 1.    |
|      | 1.                | 10                | 10                | 2007. szeptember 24. | 2007. november 19. |
|      | 2.                | 12                | 12                | 2008. szeptember 29. | 2008. december 8.  |
|      | Comic Relief      | Comic Relief      | Comic Relief      | 2009. március 13.    | 2009. március 13.  |
|      | 3.                | 12                | 12                | 2009. október 15.    | 2009. november 20. |
|      | 4.                | 12                | 12                | 2010. október 11.    | 2010. november 16. |
|      | 5.                | 6                 | 6                 | 2011. október 3.     | 2011. október 18.  |
|      | Reunion           | Reunion           | Reunion           | 2020. április 9.     | 2020. április 9.   |

## Epizódok

### Újévi különkiadás (2007)
A próbaepizódot a BBC One sugározta 2007 újévén.
| Sor. | Év. | Cím                                   | Rendező      | Író                                | Premier                            | Nézettség  |
| ---- | --- | ------------------------------------- | ------------ | ---------------------------------- | ---------------------------------- | ---------- |
| 1.   | 1.  | A Vész invázió (Invasion of the Bane) | Colin Teague | Russell T Davies és Gareth Roberts | 2007. január 1. 2008. december 31. | 2,9 millió |

### 1. évad (2007)
Innentől a CBBC csatorna sugározza hétfői rendszerességgel.
| Szám | Cím                                                         | Kód      | Epizódok száma | Író            | Rendező         | Eredeti bemutató                      | Magyar bemutató                   | Nézettség (Millió) |
| ---- | ----------------------------------------------------------- | -------- | -------------- | -------------- | --------------- | ------------------------------------- | --------------------------------- | ------------------ |
| 02   | A Slitheen-ek bosszúja Revenge of the Slitheen              | 1.1 1.2  | 2 epizód       | Gareth Roberts | Alice Troughton | 2007. szeptember 24.                  | 2009. január 1. 2009. január 2.   | 1,40 1,55          |
| 03   | A gorgó szeme Eye of the Gorgon                             | 1.3 1.4  | 2 epizód       | Phil Ford      | Alice Troughton | 2007. október 2. 2007. október 8.     | 2009. január 8. 2009. január 9.   | 1,47 1,44          |
| 04   | Kudlak harcosai Warriors of Kudlak                          | 1.5 1.6  | 2 epizód       | Phil Gladwin   | Charles Martin  | 2007. október 15. 2007. október 22.   | 2009. január 15. 2009. január 16. | 1,43 1,60          |
| 05   | Mi történt Sarah Jane-nel? Whatever Happened to Sarah Jane? | 1.7 1.8  | 2 epizód       | Gareth Roberts | Graeme Harper   | 2007. október 29. 2007. november 5.   | 2009. január 22. 2009. január 23. | 1,61 1,73          |
| 06   | Az elveszett fiú The Lost Boy                               | 1.9 1.10 | 2 epizód       | Phil Ford      | Charles Martin  | 2007. november 12. 2007. november 19. | 2009. január 29. 2009. január 30. | 1,77 1,86          |

### 2. évad (2008)
| Szám | Cím                                                        | Kód       | Epizódok száma | Író            | Rendező          | Eredeti bemutató                      | Magyar bemutató                  | Nézettség (Millió) |
| ---- | ---------------------------------------------------------- | --------- | -------------- | -------------- | ---------------- | ------------------------------------- | -------------------------------- | ------------------ |
| 07   | Az utolsó Szontári The Last Sontaran                       | 2.1 2.2   | 2 epizód       | Phil Ford      | Joss Agnew       | 2008. szeptember 29.                  | 2009. április 30. 2009. május 1. | 0,82 1,18          |
| 08   | A bohóc napja The Day of the Clown                         | 2.3 2.4   | 2 epizód       | Phil Ford      | Michael Kerrigan | 2008. október 6. 2008. október 13.    | 2009. május 7. 2009. május 8.    | 1,11 1,28          |
| 09   | A csillagok titkai Secrets of the Stars                    | 2.5 2.6   | 2 epizód       | Gareth Roberts | Michael Kerrigan | 2008. október 20. 2008. október 27.   | 2009. május 14. 2009. május 15.  | 1,42 1,21          |
| 10   | Berserker függője The Mark of the Berserker                | 2.7 2.8   | 2 epizód       | Joseph Lidster | Joss Agnew       | 2008. november 3. 2008. november 10.  | 2009. május 21. 2009. május 22.  | 1,43 1,53          |
| 11   | Sarah Jane megkísértése The Temptation of Sarah Jane Smith | 2.9 2.10  | 2 epizód       | Gareth Roberts | Graeme Harper    | 2008. november 17. 2008. november 24. | 2009. május 28. 2009. május 29.  | 1,18 1,39          |
| 12   | A Vész ellensége Enemy of the Bane                         | 2.11 2.12 | 2 epizód       | Phil Ford      | Graeme Harper    | 2008. december 1. 2008. december 8.   | 2009. június 4. 2009. június 5.  | 1,36 1,26          |

### Comic Relief különkiadás (2009)
Egy rövid különkiadás, melyet a Comic Relief segélyszervezet számára készítettek.
| Szám | Cím                                    | Kód | Epizódok száma  | Író                               | Rendező    | Eredeti bemutató  | Nézettség (Millió) |
| ---- | -------------------------------------- | --- | --------------- | --------------------------------- | ---------- | ----------------- | ------------------ |
| _    | From Raxacoricofallapatorius with Love | _   | 1 epizód 5 perc | Gareth Roberts és Clayton Hickman | Joss Agnew | 2009. március 13. | 8,30               |

### 3. évad (2009)
A 3. évad volt az első, amit HD felbontásban sugároztak. Itt már heti kétszer, csütörtökön és pénteken került adásba.
| Szám | Cím                                                 | Kód       | Epizódok száma | Író            | Rendező         | Eredeti bemutató                      | Nézettség (Millió) |
| ---- | --------------------------------------------------- | --------- | -------------- | -------------- | --------------- | ------------------------------------- | ------------------ |
| 13   | A Judoon-ok foglya Prisoner of the Judoon           | 3.1 3.2   | 2 epizód       | Phil Ford      | Joss Agnew      | 2009. október 15. 2009. október 16.   | 0,73 0,82          |
| 14   | A tetőtér lakója The Mad Woman in the Attic         | 3.3 3.4   | 2 epizód       | Joseph Lidster | Alice Troughton | 2009. október 22. 2009. október 23.   | 0,75 0,84          |
| 15   | Sarah Jane esküvője The Wedding of Sarah Jane Smith | 3.5 3.6   | 2 epizód       | Gareth Roberts | Joss Agnew      | 2009. október 29. 2009. október 30.   | 1,59 1,47          |
| 16   | Az öröklét csapdája The Eternity Trap               | 3.7 3.8   | 2 epizód       | Phil Ford      | Alice Troughton | 2009. november 5. 2009. november 6.   | 1,14 0,93          |
| 17   | Mona Lisa bosszúja Mona Lisa's Revenge              | 3.9 3.10  | 2 epizód       | Phil Ford      | Joss Agnew      | 2009. november 12. 2009. november 13. | 1,12 0,92          |
| 18   | Az ajándék The Gift                                 | 3.11 3.12 | 2 epizód       | Rupert Laight  | Alice Troughton | 2009. november 19. 2009. november 20. | 0,95 0,89          |

### 4. évad (2010)
| Szám | Cím                                              | Kód       | Epizódok száma | Író                               | Rendező    | Eredeti bemutató                      | Nézettség (Millió) |
| ---- | ------------------------------------------------ | --------- | -------------- | --------------------------------- | ---------- | ------------------------------------- | ------------------ |
| 19   | A rémember The Nightmare Man                     | 4.1 4.2   | 2 epizód       | Joseph Lidster                    | Joss Agnew | 2010. október 11. 2010. október 12.   | 0,59 0,67          |
| 20   | Titkok az alagsorban The Vault of Secrets        | 4.3 4.4   | 2 epizód       | Phil Ford                         | Joss Agnew | 2010. október 18. 2010. október 19.   | 0,73 0,61          |
| 21   | A Doktor halála Death of the Doctor              | 4.5 4.6   | 2 epizód       | Russell T Davies                  | Ashley Way | 2010. október 25. 2010. október 26.   | 0,92 0,96          |
| 22   | A kihalt bolygó The Empty Planet                 | 4.7 4.8   | 2 epizód       | Gareth Roberts                    | Ashley Way | 2010. november 1. 2010. november 2.   | 0,99 0,81          |
| 23   | Elveszve az időben Lost in Time                  | 4.9 4.10  | 2 epizód       | Rupert Laight                     | Joss Agnew | 2010. november 8. 2010. november 9.   | 0,98 0,68          |
| 24   | Isten veled, Sarah Jane Goodby, Sarah Jane Smith | 4.11 4.12 | 2 epizód       | Gareth Roberts és Clayton Hickman | Joss Agnew | 2010. november 15. 2010. november 16. | 0,81 0,82          |

### 5. évad (2011)
Elisabeth Salden az 5. évad forgatása alatt meghalt, viszont az évad nagy részét már elkészítették, ezért három epizódot sikerült megalkotni. Itt továbbra is heti kettő részben van, de hétfőn és kedden sugározták.
| Szám | Cím                                          | Kód       | Epizódok száma | Író            | Rendező    | Eredeti bemutató                    | Nézettség (Millió) |
| ---- | -------------------------------------------- | --------- | -------------- | -------------- | ---------- | ----------------------------------- | ------------------ |
| 25   | Sky Ég                                       | 5.1 5.2   | 2 epizód       | Phil Ford      | Ashley Way | 2011. október 3. 2011. október 4.   | 0,53               |
| 26   | The Curse of Clyde Langer Clyde Langer átka  | 5.3 5.4   | 2 epizód       | Phil Ford      | Ashley Way | 2011. október 10. 2011. október 11. | 0,79 0,73          |
| 27   | The Man Who Never Was Ember, aki ott se volt | 5.11 5.12 | 2 epizód       | Gareth Roberts | Joss Agnew | 2011. október 17. 2011. október 18. | 0,71 0,60          |